# Marcos Zuluaga Arteche
Marcos Zuluaga Arteche CMF (* 25. April 1919 in Ceánuri; † 1. Oktober 2002) war Weihbischof in Darién.

## Leben
Marcos Zuluaga Arteche trat der Ordensgemeinschaft der Claretiner bei und empfing am 12. September 1943 die Priesterweihe.
Paul VI. ernannte ihn am 9. Dezember 1976 zum Weihbischof in Darién und Titularbischof von Izirzada Der Apostolische Nuntius in Panama, Edoardo Rovida, spendete ihm am 25. März des nächsten Jahres die Bischofsweihe; Mitkonsekratoren waren Marcos Gregorio McGrath CSC, Erzbischof von Panama, und Jesús Serrano Pastor, Apostolischer Vikar von Darién.  
Am 13. November 1981 nahm Papst Johannes Paul II. sein altersbedingtes Rücktrittsgesuch an.